# Josef Kvída
Josef Kvída (* 23. Januar 1997 in Příbram) ist ein tschechischer Fußballspieler. Der Innenverteidiger steht seit 2018 im Eredivisie-Kader von NEC Nijmegen in den Niederlanden. Dorthin wechselte er von 1. FK Příbram. Sein Debüt in der Eredivisie gab er am 3. Dezember 2016 im Spiel gegen Vitesse Arnheim. Er war für die tschechische U-17- und U-19-Nationalmannschaften aktiv und hat ein Spiel für die U-20-Auswahl absolviert.